# Colonia los Pozos
Colonia los Pozos är en ort i Mexiko.   Den ligger i kommunen Actopan och delstaten Veracruz, i den sydöstra delen av landet, 260 km öster om huvudstaden Mexico City. Colonia los Pozos ligger 268 meter över havet och antalet invånare är 138.
Terrängen runt Colonia los Pozos är huvudsakligen kuperad, men åt sydost är den platt. Runt Colonia los Pozos är det ganska tätbefolkat, med 100 invånare per kvadratkilometer. Närmaste större samhälle är Actopan, 0,62 km sydost om Colonia los Pozos. Trakten runt Colonia los Pozos består till största delen av jordbruksmark.